# Йохан Грайфенклау фон Фолрадс
Йохан Грайфенклау фон Фолрадс (на немски: Johann Greiffenclau von Volrads; * 8 август 1575; † 1 юни 1646) е благородник от стария благороднически род Грайфенклау в Рейнгау в днешен Хесен и господар на Фолрадс, днес в Оещрих-Винкел.

## Произход
Той е вторият син на Дитрих фон Грайфенклау цу Фолрадс (1549 – 1614), губернатор на Фалай на Рейн, и съпругата му Аполония фон Райфенберг (1553 – 1601), дъщеря на Куно фон Райфенберг, господар на Велтерсбург-Хорххайм († 1586) и Мария фон Мудерсбах († 1565).
По-големият му брат Георг Фридрих фон Грайфенклау (1573 – 1629) е княжески епископ на Вормс (1616 – 1629) и курфюрст-архиепископ на Курфюрство Майнц (1626 – 1629) и ерцканцлер на Свещената Римска империя. Сестра му Мария Магдалена фон Грайфенклау цу Фолрадс (1595 – 1678) се омъжва на 20 септември 1610 г. за Йохан Петер фон Валдердорф (1575 – 1635) и е майка на фрайхер Вилдерих фон Валдердорф (1617 – 1680), княжески епископ на Виена (1669 – 1680). По-малкият му брат Хайнрих Грайфенклау фон Фолрадс (1577 – 1638) е фрайхер на Фолрадс и губернатор на Фалай на Рейн.

## Фамилия
Йохан Грайфенклау фон Фолрадс се жени за Анна Катарина Трухсес фон Райнфелден († пр. 5 май 1631). Те имат четири деца, които не оставят наследници:
- Александер Грайфенклау фон Фолрадс († сл. 1639)
- Георг Ханибал Грайфенклау фон Фолрадс († 26 февруари 1636)
- Йохан Райхард Грайфенклау фон Фолрадс († 16 декември 1637)
- Мария Елизабет Грайфенклау фон Фолрадс († пр. 1639), омъжена за Якоб д'Еспайгне де Цимур? († пр. 1639)